# Podolská kultura
Podolská kultura nebo přesněji mladší / Podolská fáze okruhu středodunajských popelnicových polí je kultura / fáze okruhu středodunajských popelnicových polí v letech cca 1000 – 750/700 př. n. l. (tedy v pozdní době bronzové) na jižní Moravě, jihozápadním Slovensku, v Dolním Rakousku, Burgenlandu a v severozápadním Maďarsku. Je pojmenována podle obce Podolí nedaleko Brna.
Vyvinula se přímo z velatické kultury.
Pohřební ritus byl výhradně žárový, zejména popelnicový. Mohyly jsou velmi vzácné. Sídliště a hradiště jsou slabě prozkoumány.
Na Moravě se rozlišuje:
- přechodný velaticko-podolský stupeň (Klentnice I)
- vlastní podolská fáze:
  - starší stupeň (Klentnice II)
  - střední stupeň (Brno-Obřany)
  - mladší stupeň (Podolí)

Na Slovensku (jihozápadní Slovensko a část západního Maďarska) se vyskytovala především tzv. Chotínská skupina (nebo chotínská fáze, typ), ojediněle je považována za samostatnou chotínskou kulturu (vůči ostatní podolské kultuře). Je pojmenována podle velmi významného pohřebiště v Chotíně u Komárna (Chotín II, 326 hrobů, z toho starší patří do velatické kultury). Od této kultury se na rozdíl od její předchůdkyně – velatické kultury – nenašly na Slovensku nákladné mohyly (i na Moravě jsou velmi vzácné). Už na počátku vývoje této kultury pozorujeme dožívání a upadání starších keramických vzorů, bronzů je málo, předpokládá se vyčerpání dolů v Alpách. Zároveň pozorujeme pronikání lidu lužické kultury podél Malých Karpat do prostoru podolské kultury (což je opak vývoje během velatické kultury, kdy pronikala velatická kultura na území lužické kultury). Pozorujeme kulturní a hospodářský úpadek, budování refugií (Marianka), nakonec i ubývání počtu hradišť (zánik hradiště na Pohanské, roku 800 př. n. l. se dočkaly jen tři lokality: Devín, Ivánka a pohřebiště Chotín). Po roce 800 př. n. l. se předpokládají vpády kočovníků z východu, možná Kimmerů (tzv. thráckokimerský horizont, viz mladší a pozdní doba bronzová na Slovensku).